# Calonne (Henegouwen)
Calonne (Nederlands: Caloen) is een dorp in de Belgische provincie Henegouwen, en een deelgemeente van de Waalse stad Antoing.

## Geschiedenis
Calonne was een zelfstandige gemeente, tot die bij de gemeentelijke herindeling van 1977 toegevoegd werd aan de gemeente Antoing.

## Bezienswaardigheden
- De Sint-Eligiuskerk (Église Saint-Eloi) is een neogotische kerk van 1843, gebouwd in natuursteen.
- De Kasteelboerderij van Curgies (Château-ferme de Curgies) van 1633.
- Restanten van een kalkoven.

## Natuur en landschap
Calonne ligt aan de Schelde die hier soms een betrekkelijk steile oever heeft. De kerk en het kasteel kijken hierover uit. De hoogte bedraagt 14-48 meter.

## Demografische ontwikkeling
- Bronnen:NIS, Opm:1831 tot en met 1970=volkstellingen, 1976= inwoneraantal op 31 december

## Bekende inwoners

### Woonachtig
Bekende personen die woonachtig zijn of waren in Calonne of een andere significante band met het dorp hebben:
- Marc Drumaux (1922 - 1972), politicus

## Nabijgelegen kernen
Chercq, Antoing, Bruyelle, Saint-Maur